# 유광억전
유광억전(柳光億傳)은 조선 후기에 이옥(李鈺)이 지은 한문 소설이다.

## 줄거리
유광억은 영남 합천사람으로 과시(科詩)를 잘한다 하여 남쪽에서 이름이 높았다. 당시에는 과시를 팔아서 생활하는 사람이 많았다. 집이 가난하고 지위가 낮아 유광억도 과시를 파는 것을 업으로 삼았다.
날이 갈수록 유광억의 이름은 나라 안에 퍼졌다. 한번은 경시관(京試官)이 감사와 더불어 유광억의 글을 찾아내는 내기를 하였다. 이윽고 과장(科場)에서 유광억의 글인 듯한 것을 가려 뽑아 장원으로 삼고 다시 두 편을 더 뽑아 2위와 3위로 삼았다. 그러나 이름을 확인해보았더니 유광억의 것은 하나도 없었다.
몰래 그 내막을 조사해보니 모두 유광억이 돈을 받고 대작(代作)한 것으로 금액의 다과에 따라 등급을 차이나게 한 것이었다. 경시관은 감사가 이를 믿지 않을까 하여 유광억을 잡아오게 하였다. 경시관은 옥사를 일으킬 생각은 아니었으나, 유광억은 스스로 두려워한 나머지 친척들을 모아 함께 술을 마시고는 몰래 물에 빠져 죽었다.

## 특성
유광억전은 『사기(史記)』 열전(列傳)의 변체형식(變體形式)을 취하고 있으며, 유광억의 행적에 대한 비판을 되풀이하고 있다. 유광억의 행적에 대한 기술이 끝난 다음에 유광억의 죽음이 마땅한 것이라는 “군자왈” 아래에 당대의 논평을 소개하고, 이어 “매화외사왈” 다음에 저자 자신의 평결(評結)을 싣고 있다.

## 의의
유광억은 실제로 존재했을 것이라고 판단되는데, 이와 같은 거벽(巨擘, 시험을 대신 치는 것을 전문으로 하는 사람)은 전국 각지에 존재했다고 한다. 이를 통해 조선 후기의 도덕적 해이 및 부정부패가 과거시험에도 영향을 주었음을 알 수 있다.

## 같이 보기
- 소설
- 이옥
- 조선 후기

## 관련 자료
- 『이조한문소설선(李朝漢文小說選)』(이가원,민중서관,1961)
- 「이옥(李鈺)의 전(傳) 연구(硏究)」(임유경,이화여자대학교대학원석사학위논문,1981)
- 「이옥연구(李鈺硏究)」(김균태,서울대학교대학원석사학위논문,1977)
- 조선시대 지방러들은 어떻게 과거시험을 보러 다녔을까?